# Иваньково (Шимский район)
Ива́ньково — деревня в Шимском районе Новгородской области в составе Подгощского сельского поселения.

## География
Находится в западной части Новгородской области на расстоянии приблизительно 10 км на юг-юго-запад по прямой от районного центра посёлка Шимск.

## История
На карте 1847 года уже была обозначена как Еванкова с 20 дворами. В 1909 году здесь (деревня Иванцево Старорусского уезда Новгородской губернии) было учтено 13 дворов

## Население
Численность населения: 71 человек (1909 год), 12 (русские 100 %) в 2002 году, 20 в 2010.